# Nea Ionia (Attika)
Nea Ionia (griechisch Νέα Ιωνία (f. sg.) ‚Neu-Ionien‘) ist ein Vorort im Norden der griechischen Hauptstadt Athen.

## Lage
Die Gemeinde ist etwa acht Kilometer nordöstlich der Akropolis, nordöstlich von Patissia und südlich der Attiki Odos gelegen, westsüdwestlich von Kifissia und westlich des Kifissias-Boulevards sowie des Marathon-Boulevards.
Die Gegend war bis zum Beginn der Besiedlung landwirtschaftlich genutzt und teilweise bewaldet. Heute ist das Gemeindegebiet abgesehen von wenigen Grünflächen und einigen grünen Hügeln im Osten vollständig städtisch bebaut.

### Nachbarorte
Nea Ionia grenzt im Norden an Metamorfosi, im Nordosten an Iraklio, im Westen an Nea Filadelfia, im Osten an Filothei-Psychiko, im Südwesten an Athen und Süden an Galatsi.

## Geschichte
Im Juni 1923, nach der Kleinasiatischen Katastrophe wurde ein Flüchtlingslager vom Chef der revolutionären Regierung, General Nikolaos Plastiras und dem Priester Papagioakim Pesmatzoglou gegründet; dieser hatte Tausende von Griechen von der Stadt Sparta in Pisidien nach Griechenland geführt. Außer diesen sogenannten Spartaliden siedelten sich zahlreiche weitere Flüchtlinge aus anderen griechischen Gemeinden Kleinasiens an, sodass die Siedlung unter Umständen des Mangels und der Improvisation rasch um kleine Flüchtlingsunterkünfte und um Zelte für Tausende von Flüchtlingen wuchs.
Die in Handel und Gewerbe erfahrenen Bewohner entwickelten rasch ein industrielles Zentrum mit dem Schwerpunkt in Teppichweberei, Spinnerei und Weberei. Bald wurde Nea Ionia ein Anziehungspunkt für Tausende von Arbeitern. Im Jahre 1934 wurde Nea Ionia zur Gemeinde erhoben, damals noch ohne die Bezirke Kalogreza und Alsoupolis.
Während der deutschen Besetzung war Nea Ionia ein Zentrum des Widerstands. Bei der „Blockade (Razzia) von Kalogreza“ (griechisch Μπλόκο της Καλογρέζας) wurden am 16. März 1944 bei einer Widerstandsaktion 22 junge Männer am Bett des Flusses Podonifti von Truppen der Besatzungsmacht und der Geheimpolizei exekutiert. Auf einer Gedenksäule wird ihrer mit einer Inschrift von Giannis Ritsos gedacht:
Στην Καλογρέζα σαν περνάς, ξέγνοιαστε εσύ διαβάτη,

με ευλάβεια πρέπει να πατάς,

γιατί σε τούτα τα λιθάρια έπεσαν για τη λευτεριά 22 παλλικάρια …
Stin Kalogreza san pernas, xegniaste esy diavati,

me evlavia prepi na patas,

jiati se tuta ta litharja epesan jia ti lefteria 22 pallikarja …
Reisender, pass auf wenn du in Kalogreza vorbeikommst,

schreite mit Ehrfurcht,

denn auf diesen Steinen fielen für die Freiheit 22 junge Burschen.
Nach dem Krieg begann der Wiederaufbau; mit der Teppichweberei allerdings ging es bergab, da die Handarbeit durch maschinelle Herstellung ersetzt wurde, auch wenn die Fabriken noch bis Anfang der 1960er Jahre standhielten, bevor sie eine nach der anderen dem Konkurrenzkampf erlagen.
Dafür nahm der Handel einen stürmischen Aufschwung, Hunderte von Geschäften wurden eröffnet, sodass Nea Ionia zu einem der größten Märkte der Umgebung wurde.
Zu den wesentlichen Problemen der Gemeinde gehören der Verkehr, die Arbeitslosigkeit und der Mangel an Grünflächen und Freiflächen.
Nea Ionia ist Sitz der Diözese Nea Ionia und Filadelfia.
In der Gemeinde befinden sich 17 Kindergärten, 17 Volksschulen, acht Gymnasien und 7 Lyzeen.

## Verkehr
Nea Ionia ist mit den drei Bahnhöfen Perissos, Pefkakia und Nea Ionia über die „grüne Linie“ Piräus–Kifissia an das Nahverkehrsnetz der Metro Athen angeschlossen.

## Einwohnerentwicklung
Die letzte Volkszählung ergab 66.017 Einwohner, die tatsächliche Anzahl wird jedoch auf über 80.000, mit illegalen Arbeitsimmigranten wie Albanern und Pakistanis auf annähernd 100.000 geschätzt.
| Jahr | Einwohner | Veränderung      | Dichte       |
| ---- | --------- | ---------------- | ------------ |
| 1981 | 59.202    | -                | 13.391/km²   |
| 1991 | 60.635    | +1.433 / +2,4 %  | 13.715.2/km² |
| 2001 | 69.508    | +8.873 / +14,6 % | 15.722,2/km² |

## Politik

### Bürgermeister
Bürgermeister ist seit Anfang 2011 Iraklis Gatsis.

### Wahlen
Bei Wahlen überwiegt stark der Anteil der linken Parteien:
| Gemeinde Nea Ionia Anteile an den abgegebenen Stimmen |                       |                       |                       |                           |
| Partei                                                | Parlamentswahlen 2004 | Parlamentswahlen 2007 | Parlamentswahlen 2009 | Parlamentswahlen Mai 2012 |
| PASOK                                                 | 43,2 %                | 37,3 %                | 42,9 %                | 9,0 %                     |
| Nea Dimokratia                                        | 33,6 %                | 27,5 %                | 20,1 %                | 9,4 %                     |
| KKE                                                   | 14,2 %                | 18,2 %                | 16,4 %                | 14,7 %                    |
| SYRIZA                                                | 5,9 %                 | 8,7 %                 | 7,4 %                 | 24,6 %                    |
| LAOS                                                  | 2,6 %                 | 4,5 %                 | 6,2 %                 | 2,6 %                     |
| Anexartiti Ellines                                    |                       |                       |                       | 10,1 %                    |
| Dimokratiki Aristera                                  |                       |                       |                       | 6,6 %                     |
| Chrysi Avgi                                           |                       |                       |                       | 6,3 %                     |

## Sehenswürdigkeiten

### Höhle Profitis Ilias bei Perissos
Eine 2500 Quadratmeter große Karsthöhle mit zahlreichen Stalaktiten besteht aus zwei durch einen Korridor und eine sehr niedrige Passage verbundenen Teilen. Jeder Teil besteht aus einem großen Zentralraum umgeben von kleineren Räumen. Der Eingang besteht aus einem Loch in der Höhlendecke, durch das es 8 m in die Tiefe in den ersten Höhlenraum führt.
Im 19. Jahrhundert diente die Höhle dem Klephtenanführer Davelis als sicheres Versteck. Vor dem Zweiten Weltkrieg sollte sie in ein Unterhaltungszentrum, später in ein Besichtigungsobjekt umgewandelt werden. Dies wurde durch die dichte Bebauung in der Umgebung und die Zerstörung der Stalaktiten und Stalagmiten durch das Abwassersystem vereitelt. Untersuchungen in den 1960er Jahren ergaben, dass die Höhle schon im späten Neolithikum und der frühen Bronzezeit als Wohnstätte gedient hatte. Seit 1994 ist eine archäologische Erforschung im Gange, bei der Schichten von Feuer, Stein und Knochenwerkzeugen sowie Keramikvasen und Scherben aus der späten Steinzeit gefunden wurden. Es handelt sich um die einzige Höhle mit steinzeitlichen Funden im Raum Athen.

### Hadrianische Säulen
An zwei Stellen der Gemeinde befinden sich hadrianische Säulen einer Wasserleitung, die Kaiser Hadrian im 2. Jahrhundert n. Chr. errichten ließ, um Wasser vom Pendeli und Parnithos nach Athen zu leiten.

### Omorfoklisia
Die Kirche des Heiligen Georg, die den Beinamen Omorfoklisia (griechisch Ομορφοκκλησιά) führt, befindet sich an der Grenze der Gemeinde zu Galatsi und Athen. Es handelt sich um einen Kirchenbau im byzantinischen Stil, errichtet um 1050 nach Chr. auf den Trümmern einer älteren Kirche, mit Material eines heidnischen Tempels. Der bildhauerische Schmuck und Fresken geben der Kirche ein freundliches Aussehen.

## Persönlichkeiten, die in der Stadt gelebt haben
- Maria Farantouri (* 1947), Sängerin
- Aliki Kagialoglou, Sängerin
- Stelios Kazantzidis (1931–2001), Sänger
- Takis Sinopoulos (1917–1981), Dichter
- Vassilis Steriadis (1947–2003), Jurist und Dichter
- Dakis Joannou, zyprischer Kunstsammler, führt von Nea Ionia aus seine Kunstaktivitäten.
- Aggelos Simiriotis (1873–1944), Dichter.
- Pantelis Pantelidis (1983–2016), Sänger